# Dommartin-lès-Vallois
 Dommartin-lès-Vallois  es una población y comuna francesa, en la región de Lorena, departamento de Vosgos, en el distrito de Épinal y cantón de Darney.

## Demografía
| 48 | 50 | 51 | 41 | 41 | 66 |
| Para los censos de 1962 a 1999 la población legal corresponde a la población sin duplicidades (Fuente: INSEE [Consultar]) |    |    |    |    |    |